# Tirpitz-Gebirge
Das Tirpitz-Gebirge (englisch: Tirpitz Range) ist eine Bergkette auf der Insel Lavongai, Papua-Neuguinea. Es erstreckt sich in ostwestlicher Richtung und weist eine Reihe steiler Bergkuppen und -grate auf. Bedeutende Erhebungen des Gebirges sind der Mount Deimling (397 m) und der weithin sichtbare, sehr steile Mount Suilou (566 m; auch Bati Suilaua oder Stoschberg) im Südwesten der Insel.
Das Tirpitz-Gebirge wurde nach dem deutschen Marinestaatssekretär und Großadmiral Alfred Freiherr von Tirpitz benannt.